# Sybra biochreoguttata
Sybra biochreoguttata är en skalbaggsart som beskrevs av Stefan von Breuning 1964. Sybra biochreoguttata ingår i släktet Sybra och familjen långhorningar.
Artens utbredningsområde är Filippinerna. Inga underarter finns listade i Catalogue of Life.